# Vikt

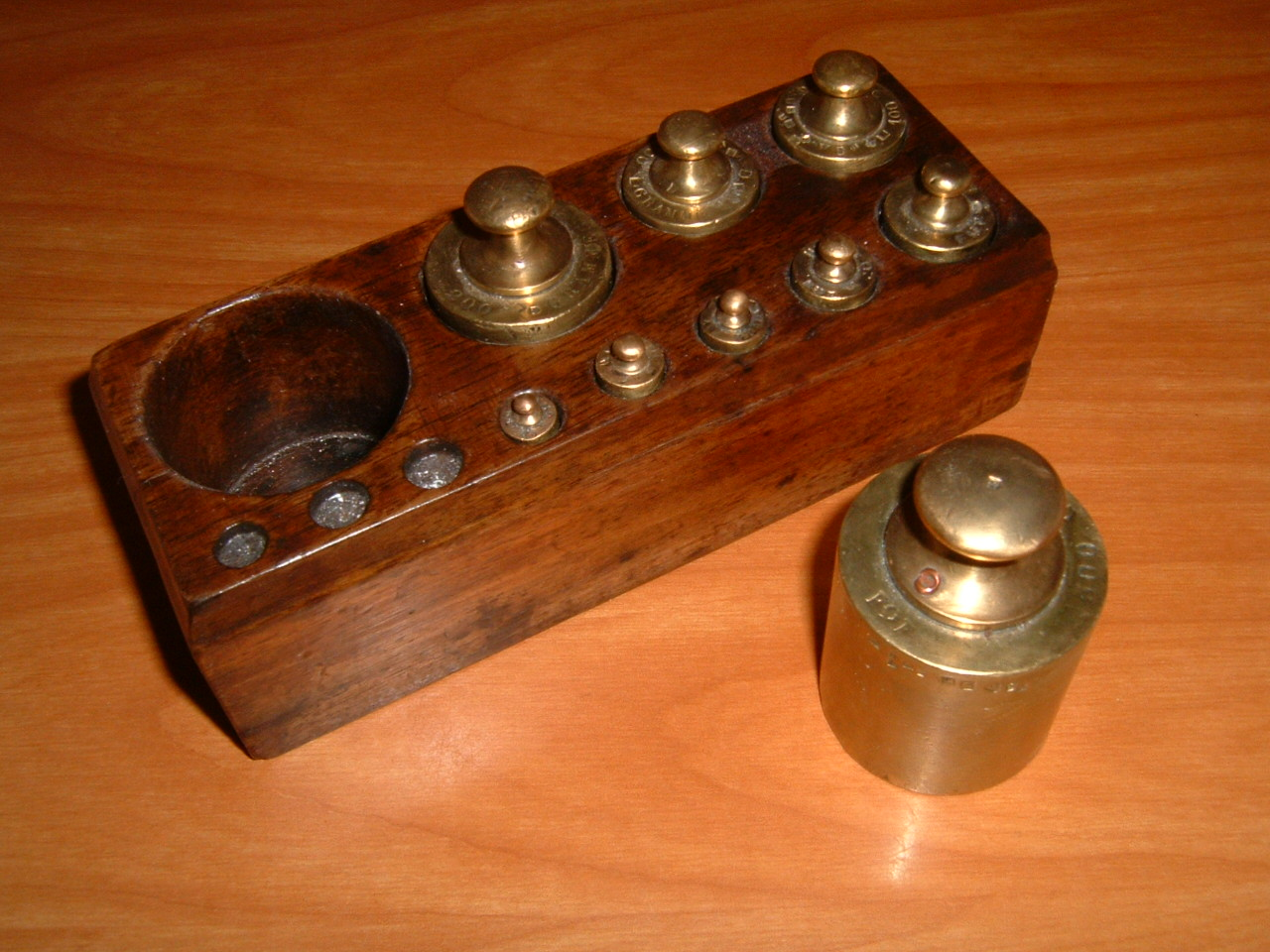
Viktsats

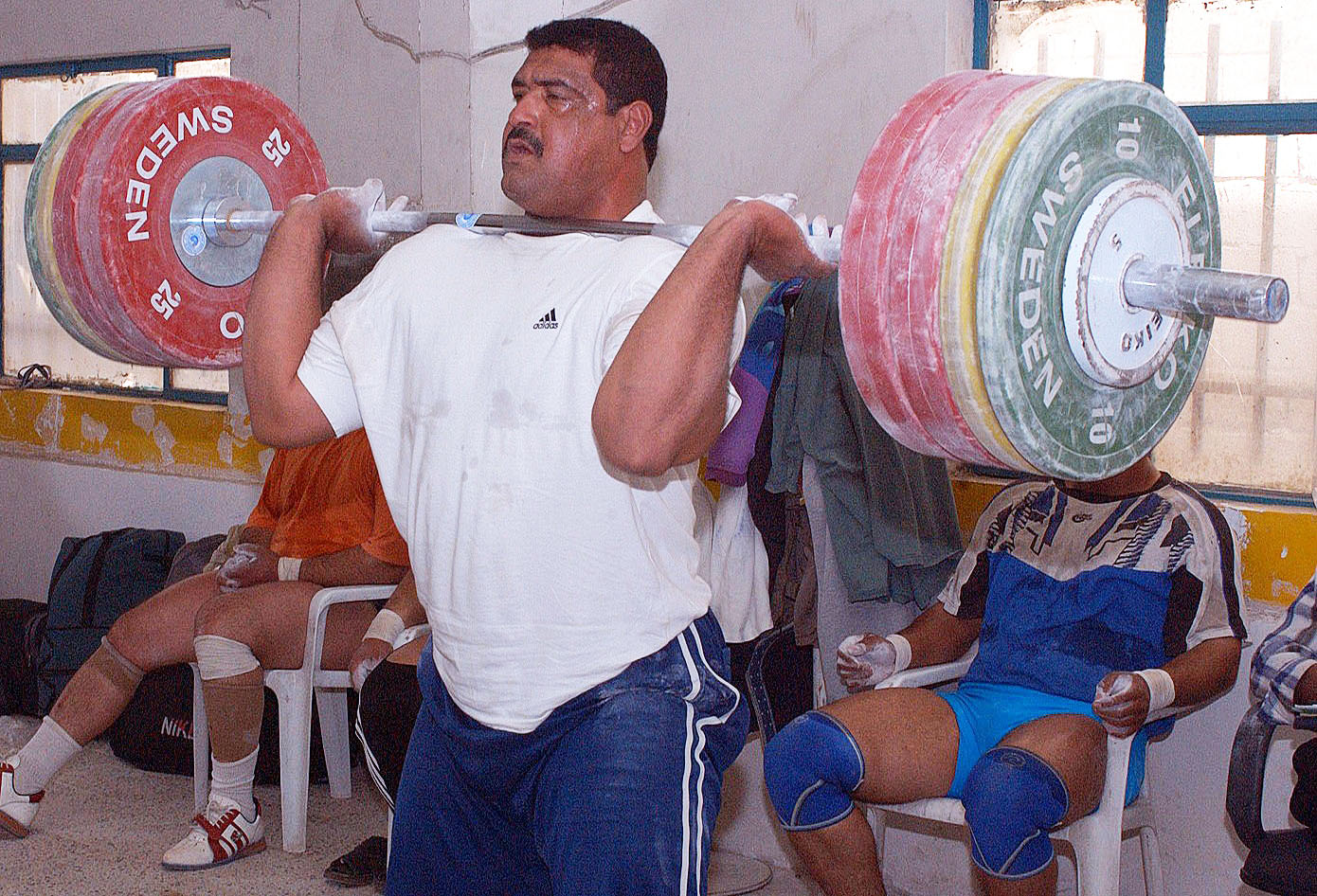
Tyngdlyftare lyfter vikter

Ordet vikt har två betydelser, en inom mättekniken samt en som fysikalisk storhet.

## Föremålet vikt
En vikt är ett föremål med viss, noggrant uppmätt, mängd materia, massa. Noggrant kalibrerade vikter används främst vid vägning med balansvågar och vid kontroll av vågar. Kända vikter kommer också till användning vid exempelvis tyngdlyftning eller vid barlastning av fordon eller farkoster till rätt tomvikt, tyngdpunkt och rotationströghetsmoment.

## Fysikalisk storhet
I dagligt tal har vikt också betydelsen av ett mått för den ansträngning som behövs för att lyfta eller bära något föremål, ofta uttryckt i kilogram eller andra enheter för massa. Officiellt är ordet vikt synonymt med massa, men används även om tyngd. Det används mest i svensk författningstext och motsvarande, i sammanhang som tjänstevikt för fordon. I denna tekniska betydelse ska vikt inte förväxlas med begreppet tyngd, som är en kraft med enheten  newton. För att erhålla tyngden (det vill säga jordens dragningskraft) för en massa skall man - om den är på eller nära jordytan - multiplicera massan med tyngdaccelerationen vars ungefärliga värde är 9,8 m/s². En person på månen har mycket mindre tyngd än på jorden (ca en sjättedel), men har samma vikt (i betydelsen massa) i kilogram.
Eftersom det dagliga språkbruket inte tydligt skiljer mellan vikt och tyngd och eftersom etymologiskt besläktade ord i andra språk som engelska weight och tyska Gewicht används för tyngd, rekommenderar SIS Standardiseringsgrupp att undvika ordet vikt.

## Historiska vikter
Förr skiljde man mellan lätt vikt (ej att förväxla med lättvikt i idrottssammanhang) och svår vikt, där svår är en germanism av tyska: schwer, som betyder tung.
Med lätt vikt menades detsamma som stapelstadsvikt (se stapelstad), ett viktslag i grov metallvikt, som i övrigt indelades i upstadsvikt (se uppstad), bergsvikt och tackjärnsvikt (se tackjärn)
Med svår vikt menades detsamma som viktualievikt.

### Tryckta verk
- Lindstedt, Karl (1883). Svenska meterboken. Hjalmar Linnströms Förlag. sid. 5

### Webbkällor
- ”Viktmått som gällde i Norden under medeltiden”. https://sonesgarden.se/Gamla_matt/Gamla_vikter.html. Läst 31 juli 2023.